# Trachea cyanelinea
Trachea cyanelinea là một loài bướm đêm trong họ Noctuidae.